# Vietmannsdorfer Heide
Vietmannsdorfer Heide este o arie protejată (arie specială de conservare — SAC, sit de importanță comunitară — SCI) din Germania întinsă pe o suprafață de 315,88 ha, integral pe uscat.

## Localizare
Centrul sitului Vietmannsdorfer Heide este situat la coordonatele 53°02′15″N 13°32′55″E / 53.0375°N 13.5486°E.

## Înființare
Situl Vietmannsdorfer Heide a fost declarat sit de importanță comunitară în septembrie 2000.

## Biodiversitate
Situată în ecoregiunea continentală, aria protejată conține 1 habitat natural: Pajiști uscate europene.
La baza desemnării sitului se află mai multe specii protejate:
- păsări (4): fâsă-de-câmp (Anthus campestris), caprimulg (Caprimulgus europaeus), sfrâncioc roșiatic (Lanius collurio), ciocârlie de pădure (Lullula arborea)
- mamifere (2): liliac cârn (Barbastella barbastellus), liliac comun (Myotis myotis)

Pe lângă speciile protejate, pe teritoriul sitului au mai fost identificate 20 de specii de plante.